# Test de connaissance du français
El Test de Connaissance du Français (TCF) es un examen de competencia de francés para hablantes no nativos del idioma. Es administrado por el Centre international d'études pédagogiques (CIEP) como intermediario del Ministerio de Educación Nacional de Francia.
Es ampliamente reconocido alrededor del mundo como prueba irrefutable de dominio del idioma francés para el ingreso en universidades francófonas. Es además utilizado para demostrar habilidad en el idioma para fines personales o de trabajo. Es también utilizado como parte del procedimiento de inmigración en Quebec (Canadá).
El TCF cumple con los estándares europeos para exámenes de idioma que constan en el Marco Común Europeo de Referencia para las Lenguas. Los tipos de competencia tienen 3 etapas: A (Usuario Básico), B (Usuario Independiente), C (Usuario Competente)
Detalle de la subdivisión de cada etapa:
| A1: Principiante | A2: Elemental       |
| B1: Intermedio   | B2: Intermedio Alto |
| C1: Avanzado     | C2: Muy avanzado    |

Los niveles C1 y C2 indican un dominio acabado del idioma. Universidades de élite francesas de las áreas de Ciencias Políticas y Sociales usan el TCF nivel C1 como principal requisito para verificar la capacidad de los hablantes no nativos de francés para participar en debates académicos, y en investigaciones en idioma francés.
El test está compuesto por secciones tanto obligatorias como opcionales. Las secciones de Comprensión de Lectura, Comprensión Auditiva y Estructuras Lingüísticas son obligatorias, mientras que las de Expresión Escrita y Oral son opcionales.